# Appenzeller Zeitung
Die Appenzeller Zeitung ist die grösste Tageszeitung in den Kantonen Appenzell Ausserrhoden und Appenzell Innerrhoden. Sie erscheint im Verbund des St. Galler Tagblatts und wird seit dem 1. Oktober 2018 von dem Medienunternehmen CH Media herausgegeben. Zuvor gehörte sie der NZZ-Mediengruppe.

## Profil
Die Appenzeller Zeitung ist eine klassische Tageszeitung und deckt neben Ereignissen aus der Region auch das überregionale Geschehen aus Gesellschaft, Politik, Wirtschaft, Sport und Unterhaltung ab. Die Zeitung erscheint von Montag bis Freitag und am Samstag als Schweiz am Wochenende.

## Geschichte

### Gründung

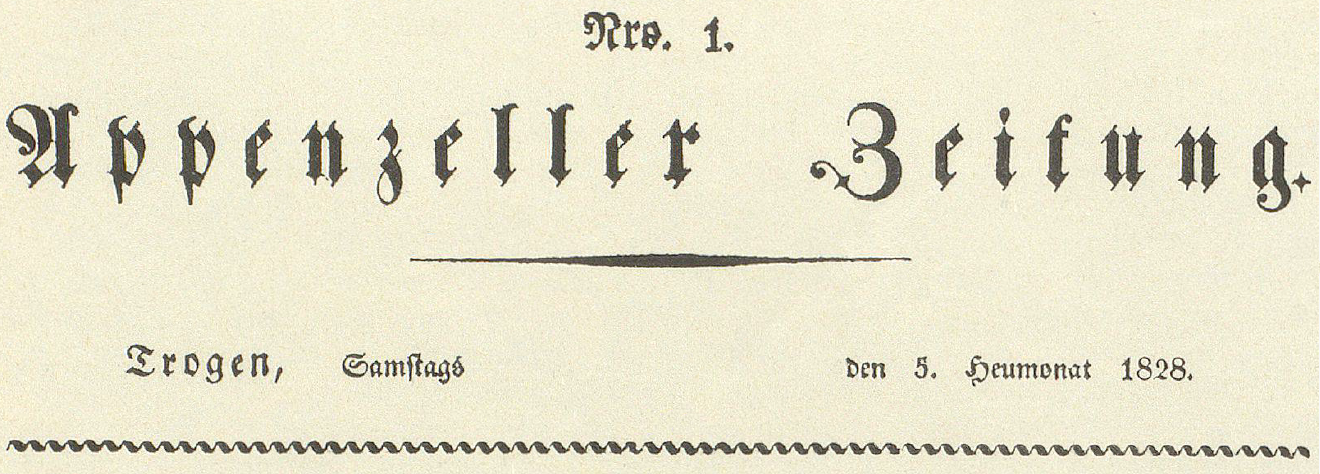
Titelkopf der Erstausgabe der Appenzeller Zeitung

Die Appenzeller Zeitung wurde 1828 vom Trogener Arzt Johannes Meyer (1799–1833), der 1825 bereits das Appenzellische Monatsblatt herausgegeben hatte, als Oppositionsblatt im Kampf gegen Zensur und für demokratische Erneuerung gegründet. Die in den ersten zwei Jahren einmal (samstags), dann zweimal wöchentlich (mittwochs und samstags) erscheinende Zeitung erreichte im ersten Jahr 620 Abonnenten. In den 1830er Jahren wurde sie zum Forum und Meinungsblatt aller auf Erneuerung bedachten Kräfte des schweizerischen Liberalismus. Einflussreiche Exponenten der Regenerationsbewegung wie Casimir Pfyffer, Ignaz Paul Vital Troxler, Thomas Bornhauser oder Gallus Jakob Baumgartner nutzten die Appenzeller Zeitung zur Verbreitung ihrer politischen Vorstellungen. Die Zeitung galt im 19. Jahrhundert als «das frechste Blatt der Schweiz». Landammann Mathias Oertli, einer der bedeutendsten Förderer der Pressefreiheit in der Schweiz, hielt seine schützende Hand über der Zeitung, auch wenn er sich eine ruhigere Sprache wünschte. Sein Sohn Johann Konrad Oertli war Korrespondent der Appenzeller Zeitung.
Die Zeitung bekannte sich auch nach Meyers frühem Tod 1833 zum radikalen Freisinn, der in den 1830er Jahren für die Volksrechte und im Vorfeld der Bundesverfassungsrevision von 1848 gegen den politischen Katholizismus, gegen Jesuiten und Ultramontane kämpfte.
1835 und 1846 erwarb Johannes Schläpfer (1814–1872) die beiden Trogener Buchdruckereien Meyer bzw. Sturzenegger einschliesslich der Appenzeller Zeitung, des Appenzellischen Monatsblatts und des Appenzeller Kalenders. Bis 1852 erschien die Appenzeller Zeitung in Trogen und galt als Produkt des damaligen bedeutendsten ausserrhodischen Orts, weshalb immer wieder Herisauer und Vorderländer Drucker versuchten, Konkurrenzblätter herauszugeben.
1852 übernahm der in Herisau ansässige Drucker Michael Schläpfer (1822–1885) von Rehetobel, der schon den Gelben Kourier herausgegeben hatte, von seinem Onkel Johannes Schläpfer die Appenzeller Zeitung, machte aus ihr eine regionale Tageszeitung und siedelte sie unter dem Namen M. Schläpfers Buchdruckerei nach Herisau mit einem das Appenzeller Hinterland und das angrenzende Toggenburg umfassenden Einzugsgebiet um. Er vergrösserte das Format der Zeitung drei Mal und war nicht nur Leiter der Druckerei, sondern bis 1862, als er Johann Ulrich Müller als vollamtlichen Redaktor anstellte, auch Redaktor der Appenzeller Zeitung. Die Zeitung galt nun als Herisauer Produkt, was Gründungen von Konkurrenzblättern in anderen Bezirken provozierte, so 1865 in Teufen den Säntis, 1877 in Heiden den Appenzeller Anzeiger, 1879 in Trogen die Appenzeller Landes-Zeitung und 1901 in Gais das Anzeigeblatt für Gais.
Nach dem Tode Michael Schläpfers 1885 führte seine Witwe Wilhelmine das Geschäft mit ihren drei Söhnen und einem Schwiegersohn weiter. 1889 wurde das Unternehmen in Verlag Schläpfer & Co. AG umbenannt. Die zwei älteren Söhne verliessen das Unternehmen bald, der jüngste, Emil Schläpfer (1871–1915), amtete als Chefredaktor und stellte 1891 Johann Jakob Frey als Redaktor und Nachfolger von Johann Ulrich Müller an.
1905 übernahm auf Emil Schläpfers Wunsch sein Neffe Albert Schläpfer (1877–1955), Enkel von Michael Schläpfer, das Familienunternehmen und führte es während 40 Jahren.

### Ära Bollinger
In den 17 Jahren vor, in den Jahren während des Zweiten Weltkriegs und noch 22 Jahre danach – während 45 Jahren – war Inlandredaktor Alfred Bollinger (1886–1992) mit seiner kritischen Haltung gegenüber totalitären Systemen die absolut prägende Figur der Appenzeller Zeitung und wurde in seiner Bedeutung für sie mit derjenigen Willy Bretschers für die Neue Zürcher Zeitung und Peter Dürrenmatts für die Basler Nachrichten verglichen. Begleitet wurde er von den gleichgesinnten Auslandredaktoren Alfred Kundert (im Amt 1919–1934), Heinrich Jenny (1935–1940), Rolf Pestalozzi (1941–1950) und Hans Alder (1950–1969). Während des Zweiten Weltkriegs wurde die Appenzeller Zeitung von der Zensurbehörde mehrmals verwarnt und einmal sogar beschlagnahmt. Zusammen mit dem das Familienunternehmen vor und während des Weltkriegs leitenden Albert Schläpfer und vor allem auch mit dem Inhaber nach dem Weltkrieg, dem das Unternehmen in vierter Generation leitenden Oberst Otto Schläpfer (1903–1976), sorgte Bollinger für einen bedeutenden Aufschwung der Zeitung; in seiner Zeit verdoppelte sie ihre Auflage auf 14'000 Exemplare.

### Verlust der Eigenständigkeit
Durch den Erwerb der Verlagsrechte der Konkurrenzblätter Säntis und Appenzeller Anzeiger 1969 sowie der Appenzeller Landes-Zeitung 1973 entwickelte sich die Appenzeller Zeitung zum Blatt ganz Ausserrhodens und erreichte 2000 eine Auflage von 16'873 Exemplaren. Von 1969 an wurde sie durch das Appenzeller Tagblatt, ein Kopfblatt des St. Galler Tagblatts mit einer mehrköpfigen Redaktion in Teufen, konkurrenziert.

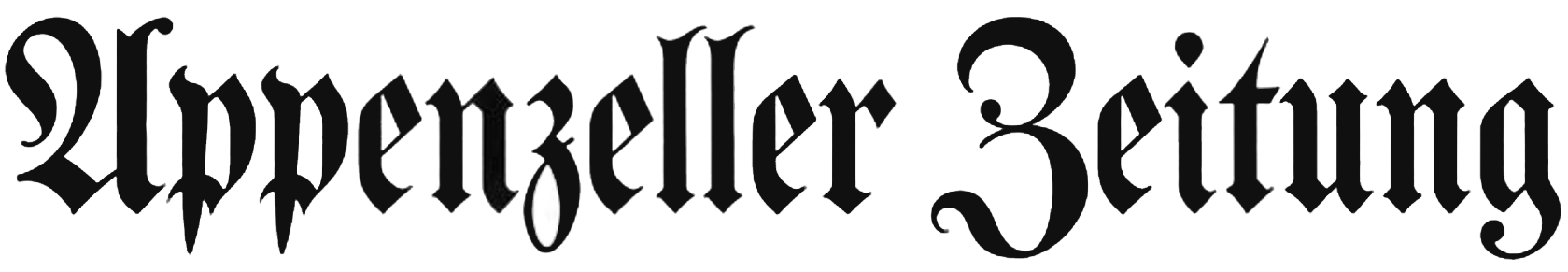
Historischer Titelkopf der Appenzeller Zeitung

Von 1993/1994 an arbeitete die nach wie vor der FDP nahestehende, aber inzwischen vermehrt zu einer Forumszeitung gewordene Appenzeller Zeitung mit sechs weiteren Ostschweizer Regionalzeitungen zusammen, wobei sie den gemeinsamen Mantelteil und ab 1996 eine gemeinsame Seite «Ostschweiz» herstellte. Mit der Wiler Zeitung und der Ostschweiz bildete sie das Inseratekombi «OK». 1996 benannte sich die Verlag Schläpfer & Co. AG in Appenzeller Medienhaus Schläpfer AG um.
1997 wechselte die Wiler Zeitung in der Inseratezusammenarbeit zum St. Galler Tagblatt. Die Ostschweiz wurde in der Folge Ende 1997 eingestellt. Für die Appenzeller Zeitung war damit die absolute Eigenständigkeit nicht mehr zu halten, und der das Unternehmen in fünfter Generation führende Peter Schläpfer (1930–2014) sah sich gezwungen, mit dem St. Galler Tagblatt eine Kooperation einzugehen (und das Unternehmen schliesslich ganz zu verkaufen). Am 1. April 1998 übernahm die Zollikofer AG, Herausgeberin des St. Galler Tagblatts, 40 % an der Appenzeller Zeitung, die – unter Beibehaltung des Namens – seither als Regionalausgabe des St. Galler Tagblatts erscheint. Im Gegenzug stellte das St. Galler Tagblatt sein Kopfblatt Appenzeller Tagblatt ein. Anfang 2006 übernahm die inzwischen in St. Galler Tagblatt AG umfirmierte Gesellschaft die Appenzeller Medienhaus Schläpfer AG vollständig und benannte sie 2006 in Appenzeller Medienhaus AG um.
Am 22. September 2007 veröffentlichte die Appenzeller Zeitung einen «Nachruf» auf die Wochenzeitung Herisauer Zeitung, die jedoch lediglich technischer Probleme wegen ausnahmsweise nicht erschienen war. 2010 kündigte die Innerrhoder Regierung unter der Führung von Carlo Schmid aus Verärgerung über die herablassende Berichterstattung der Appenzeller Zeitung über den Kanton Innerrhoden sämtliche Abonnemente und sprach einen Informationsboykott gegenüber der Zeitung aus. Dieser wurde später wieder aufgehoben.
Ab März 2013 erschien die Ostschweiz am Sonntag als siebte Print-Ausgabe des St. Galler Tagblatts und damit der Appenzeller Zeitung. Von November 2017 bis Juni 2019 erschien sie nur noch digital, danach wurde sie zusammen mit der Zentralschweiz am Sonntag nach der letzten Ausgabe vom 30. Juni 2019 eingestellt.
2014 verkaufte die St. Galler Tagblatt AG die Sparte Druckerei und den Appenzeller Verlag der 2006 übernommenen Appenzeller Medienhaus AG an die Druckerei Appenzeller Volksfreund AG und den bisherigen Verlagsleiter Marcel Steiner. Die bisher von dem Appenzeller Verlag angestellten Redaktoren gingen an die St. Galler Tagblatt AG über, die Firma Appenzeller Medienhaus AG wurde 2015 gelöscht.
Von August 2017 bis Juni 2020 erschien jeweils donnerstags mit A Die Wochenzeitung für das Appenzellerland  die Grossauflage der Appenzeller Zeitung mit einer verbreiteten Auflage von zuletzt 16'106 Exemplaren. Zusätzlich zur Verteilung an die Abonnenten wurde das A auch in die Briefkästen der Nichtabonnenten aus der Region verteilt. Die Wochenzeitung erschien am 4. Juni 2020 das letzte Mal.

### Neueste Entwicklungen
2018 brachte die NZZ-Mediengruppe das St. Galler Tagblatt zusammen mit der Luzerner Zeitung in das mit den AZ Medien gegründete Medienunternehmen CH Media ein. Als Vorbereitung dazu wurden die Holdinggesellschaften der beiden Zeitungen, Tagblatt Medien Holding AG und LZ Medien Holding AG, zur RMH Regionalmedien AG fusioniert. CH Media umfasst neben den Regionalzeitungen unter anderem auch die Radio- und TV-Stationen sowie Zeitungsdruckereien der beiden Unternehmen. Für die konzessionierten Regional-TV-Sender von AZ Medien (Tele M1 und TeleBärn) und NZZ (Tele 1 und TVO) erbringt CH Media Technik-, Produktions-, Vermarktungs- und Managementleistungen. Die Betriebsaufnahme von CH Media erfolgte am 1. Oktober 2018.
Seit 2019 erscheinen die Samstagsausgaben als Schweiz am Wochenende mit einem zusätzlichen 3. Bund mit Reportagen und Hintergründen sowie Meinungen und Kommentaren von Redaktoren und Gastautoren.
Seit 2022 hat die Appenzeller Zeitung ein eigenes Online-Portal und eine eigene App. Im Jahr 2024 verzeichnete die Appenzeller Zeitung durchschnittlich 46'000 Unique Users pro Monat.